# Дамас I
Дамас I (на латински: Damasus I) е римски папа от 1 октомври 366 г. до 11 декември 383 г.
Според Liber Pontificalis той е испанец по народност и баща му Антонио  е свещеник в църквата "Свети Лаврентий".
Понтификатът на Дамас съвпада с управлението на император Валентиниан I. През 382 г. папа Дамас I наема монаха Йероним да преведе цялата Библия на латински, за да замести множеството съществуващи нискокачествени старолатински преводи.  Дамас прави Йероним своя дясна ръка, като го назначава за свой секретар.
По разпореждане на Дамас са реконструирани римските катакомби и самият Дамас съставя стихотворен пътеводител по тях. Епитафиите са изсечени с елегантен латински шрифт върху мраморните плочи от папския калиграф Филокал.
В края на живота на папа Дамас на власт е император Грациан. При него вече християнството става господстваща религия в империята. Поклонението на езическите богове било забранено.